# Tom Ford (Unternehmen)
Tom Ford (Eigenschreibweise TOM FORD) ist ein amerikanisches Unternehmen für Luxusmode, das nach seinem Gründer und Designer Tom Ford selbst benannt ist. Er gründete es im Jahr 2005 und bietet heute „ready-to-wear“ und „made-to-measure“ Mode, Schuhe, Accessoires, Handtaschen und Parfums unter seiner Marke an.
Bis 2023 war Tom Ford selbst Haupteigentümer des Unternehmens und schloss im selben Jahr den Verkauf seiner Firma ab. Die Marke Tom Ford gehört seither zu Estée Lauder, während das reine Modegeschäft an die Ermenegildo Zegna Gruppe ging.

## Geschichte
Nach über 13 Jahren bei Gucci und YSL, kündigte Tom Ford am 4. November 2003 an, sein Engagement bei der Gucci-Gruppe zum 30. April 2004 niederzulegen und nahm sich eine einjährige Auszeit. Mit Domenico de Sole als Geschäftspartner und CEO gründete er im April 2005 seine eigene Modemarke Tom Ford International, LLC in New York. Das Unternehmen bot zunächst erfolgreich Sonnenbrillen und Korrektionsfassungen (in Lizenz von Marcolin produziert) sowie Parfüm (Lizenziert für Estée Lauder Companies), jeweils für Damen und Herren an. Durch die groß angelegten Werbekampagnen der Lizenznehmer wurde die Marke Tom Ford schnell international bekannt. Auch für seine eigene Marke setzte Ford auf provokante Anzeigenwerbung, für die er unter anderem mit Terry Richardson zusammenarbeitete. Im April 2007 eröffnete Ford in der Madison Avenue anlässlich der Lancierung seiner in Zusammenarbeit mit Ermenegildo Zegna produzierten Herrenmode (im obersten Preissegment), den ersten Tom Ford Flagshipstore. Dort wurde im September 2010 schließlich auch erstmals Damenmode von Tom Ford vorgestellt. Ford präsentierte seine Damenmode-Kollektionen seither bei der London Fashion Week.
Die Geschichte des Unternehmens und der Marke wurde 2021 von Tom Ford selbst und der Journalistin Bridget Foley in einem Buch mit dem Titel Tom Ford 002 veröffentlicht.

## Unternehmensentwicklung
Im Jahr 2006 ging die Webseite mit später integriertem Onlineshop online.
Ende 2013 sagte Ford für sein Unternehmen einen Jahresumsatz von einer Milliarde Dollar voraus. Mit Stand 2015 existierten 110 Tom Ford Ladengeschäfte, Outlets und Shops-in-shop in Nordamerika, Europa, Russland, im Nahen Osten und in Asien. In Deutschland betreibt das Unternehmen in München ein Geschäft, in der Schweiz in Zürich und St. Moritz.
Im November 2022 wurde bekannt, dass die Marke Tom Ford für 2,8 Milliarden Dollar vollständig an Estée Lauder Companies verkauft werden sollte. Die Übernahme wurde im April des darauffolgenden Jahres für besagten Betrag abgeschlossen. Mit der vollständigen Übernahme der Marke Ende April 2023 ernannte Estée Lauder Peter Hawkings zum neuen Creative Director der Marke Tom Ford. Hawkings trat wiederum ein Jahr später von seiner Position zurück, woraufhin Haider Ackermann mit Wirkung zum 4. September 2024 zum Creative Director der Marke Tom Ford ernannt wurde.